# Eva Mirabal
Eva Mirabal (Eah-Ha-Wa en langue Tiwa) née le 18 juin 1920 à Taos Pueblo au Nouveau-Mexique et morte en 1968, est une artiste peintre amérindienne.

## Biographie

### Jeunesse
Eva Mirabal, ou Eah-Ha-Wa en Tiwa naît le 18 juin 1920 à Taos Pueblo au Nouveau-Mexique. Alors qu'elle est encore enfant, des membres de sa famille posent pour plusieurs peintres dont Nicolai Fechin et Joseph Imhoff,. De plus, sa tribu pratique beaucoup l'artisanat (travail sur l'argent, tissage, création de bijoux) qui la sensibilise à de nombreuses pratiques artistiques. Au début des années 1930 une fois sortie de la Middle School, Eva Mirabal étudie avec Dorothy Dunn et J.C. Montoya à l'école indienne de Santa Fe.
Encore adolescente, Eva Mirabal attire très tôt l'attention et son travail est présenté dans une galerie de Chicago alors qu'elle est encore adolescente. Ses peintures ne proposent pas une image fantasmée de scènes indiennes comme les peignaient les artistes qui ne sont pas indiens, mais représentent la vie quotidienne des membres de sa tribu.
Alors qu'elle est à la Studio School, Mirabal réalise une affiche de propagande pour les Obligation de guerre pendant la seconde guerre mondiale . Elle travaille aussi pour l'Association on American Indian Affairs et dessine une carte des différentes tribus indiennes aux États-Unis.

### Carrière
Entre les années 1930 et 1960, Eva Mirabal décore plusieurs murs : de l'école indienne de Santa Fe, base Wright-Patterson de l'armée l'air , planétarium Buhl et bibliothèque de l'hôpital des vétérans d'Albuquerque.
En 1943, Eva Mirabal s'engage dans la Women's Army Corps et y reste jusqu'en 1947. Elle y dessine un comic strip intitulé G.I. Gertie. Elle réalise aussi des affiches et peint une œuvre intitulée A Bridge of Wings pour le commandement de l'armée de l'air à Patterson Field dans l'état de l'Ohio.
Après guerre, Eva Mirabal enseigne la peinture and réalise des œuvres en tant qu'artiste en résidence à l'université du Sud de l'Illinois à Carbondale. En 1946 elle est la seule femme qui participe à la première exposition nationale de peinture indienne qui se tient au Philbrook Museum of Art à Tulsa.
Eva Mirabal revient à Taos Pueblo en 1949 et étudie à l'école d'art de Taos Valley dirigée par Louis Ribak et Beatrice Mandelman. En 1950, elle épouse Manuel Gomez, un ami d'enfance. Soldat dans la marine, il est cantonné au Japon et revient rarement à Taos Pueblo. Ils ont cependant deux enfants : Jonathan en 1952 et Christopher en 1956. Elle meurt en 1968.